# Cayman Togashi
Cayman Togashi (japanisch 富樫 敬真 Togashi Cayman; * 10. August 1993 in New York City) ist ein japanischer Fußballspieler.

## Karriere
Togashi erlernte das Fußballspielen in der Schulmannschaft der Nihon University High School und der Universitätsmannschaft der Kanto-Gakuin-Universität. Seinen ersten Vertrag unterschrieb er 2015 bei den Yokohama F. Marinos. Der Verein spielte in der höchsten Liga des Landes, der J1 League. 2017 erreichte er das Finale des Kaiserpokal. Für den Verein absolvierte er 38 Erstligaspiele. 2018 wechselte er zum Ligakonkurrenten FC Tokyo. Für den Verein absolvierte er 19 Erstligaspiele. 2019 wechselte er zum Zweitligisten FC Machida Zelvia. Für den Verein absolvierte er 30 Ligaspiele. 2020 wechselte er zum Ligakonkurrenten V-Varen Nagasaki. Für den Klub aus Nagasaki absolvierte er 49 Ligaspiele und schoss dabei acht Tore. Am 11. August 2021 verpflichtete ihn der Erstligist Vegalta Sendai. Am Saisonende 2021 musste er mit Sendai den Weg in die Zweitklassigkeit antreten. Mit Sendai spielte er noch ein Jahr in der zweiten Liga. Nach insgesamt 49 Ligaspielen wechselte er im Januar 2023 nach Tosu zum Erstligisten Sagan Tosu. Am Ende der Saison 2024 belegte er mit Sagan Tosu den letzten Tabellenplatz und musste somit in die zweite Liga absteigen. Nach dem Abstieg verließ er den Verein und schloss sich in den Vereinigten Staaten dem Atlanta United an. Das Franchise aus Atlanta, Georgia, spielt in der Major League Soccer (MLS).

## Erfolge
Yokohama F. Marinos
- Japanischer Pokalfinalist: 2017

## Sonstiges
Cayman Togashi ist der Sohn eines Japaner und einer US-Amerikanerin.